# Дивљаци (стрип)
Дивљаци је 65. епизода стрип серијала Кен Паркер. Објављена је у бр. 2. серијала Кен Паркер издавачке куће System Comics у априлу 2003. године (заједно са епизодом Бела тишина). Имала је 59 страна (стр. 55-114). Свеска је коштала 99 динара (1,72 $; 1,55 €). Епизоду су нацртали Ђузепе Барбати, Паскале Дризенда и Иво Милацо, а сценарио написао Ђанкарло Берарди. За насловницу је узета насловна страна првог броја Кен Паркер Магазина који је у Италији објављен у јуну 1992. год.

## Оригинална епизода
Оригинална епизода објављена је у Кен Паркер Магазину у јуну 1992. године под називом I selvaggi.

## Кратак садржај
Радња се и даље дешава у зиму 1880/1881 године. (Почетак епизоде личи на ЛМС-428.) Путујући даље према северу Канаде, Кен је изгубио свест. Налазе га и прихватају индијанци из племена Сијукса и дају му име Хунка, ”јер познаје њихове обичаје и говори  њихов језик”. У логору Сијукса налази се и бела девојчица по имену Сузи (индијанско име Сусвеку) за којом трагају девет унајмљених трагача предвођени монтијем (црвеном блузом) по имену Бред. Сузи су од родитеља отели индијанци из племена Пони, али је некако на крају завршили код Сијукса, који су наставили да је подижу као да је њихова. (Овај мотив се појављује и у ЛМС-487.)
Када најамници долазе у село, Кен и Сузи се сакривају. Међутим, плаћеници не верују да поглавица Сијукса говори истину и желе да се врате и присиле поглавицу да им каже где је девојчица. (Најамницима је обећана награда у износу од 5.000 $ за девојчицу.) Бред одлучује да се потрага обустави, али најамници желе пошто-пото да дођу до своје награде. Након расправе, убијају Бреда и враћају се у село да поново потраже девојчицу.
Да би пронашли девојчицу, плаћеници су побили цело племе и запалили логор. Кен, који је већ био кренуо даље својим путем, приметио је ватру. Када се вратио у село и видео масакр, одлучио је да се освети најамницима.

## Историјске чињенице
После битке на Литл Бигхорну 1876. год. (ЛМС-555), делови племена Сијукса (потплеме Дакота) прешли су у Канаду, област Саскечеван, тражећи политички азил.